# Youssef Khalil
Pour les articles homonymes, voir Khalil.
Youssef Khalil, né en 1947 à Tyr, est un homme politique libanais, membre du Mouvement Amal.
Urologue réputé pour sa fibre sociale, il se présente pour la première fois aux élections législatives de 1996 au Kesrwan, en dehors de toute liste électorale. Il réalise un score très honorable, mais n'accède pas au Parlement. En 2000, c'est à la tête d'une liste complète qu'il affronte les urnes, sans succès une nouvelle fois, mais il prouve l'importance de son poids électoral dans la région.
Des contacts avec le général Michel Aoun s'établissent en 2005 et c'est sur la liste du chef du Courant patriotique libre que Youssef Khalil sera élu député maronite du Kesrwan, avec plus de 62 % des suffrages, juste derrière l'ancien Premier ministre. Il est réélu en 2009.
Youssef Khalil est aujourd'hui membre du Bloc de la réforme et du changement.